# Видерштедт
Видерштедт (нем. Wiederstedt) — община в Германии, в земле Саксония-Анхальт. 
Входит в состав района Мансфельд. Подчиняется управлению Виппер-Айне.  Население составляет 1200 человек (на 14 февраля 2025 года). Занимает площадь 9,54 км².